# 力漕一挺身
『力漕一挺身』（For the Love of Mike）は、1927年のアメリカ合衆国のサイレント恋愛ドラマ映画である。監督はフランク・キャプラ、出演はこれが映画デビューとなるクローデット・コルベールとベン・ライオンらである。ジョン・A・モローゾの『Hell's Kitchen』を原作としている。フィルムが失われていると見られている。

## キャスト
- マイク：ベン・ライオン（英語版）
- メアリー：クローデット・コルベール
- エイブラハム：ジョージ・シドニー
- ハーマン：フォード・スターリング
- パトリック：ヒュー・キャメロン
- コクシー：リチャード・"スキーツ"・ギャラガー（英語版）
- ヘンリー：ルドルフ・キャメロン
- イヴリン：メイベル・スワール

## 評価
キャプラはこの映画を自身初の失敗であると述べている。
クローデット・コルベールのデビュー作であり、また唯一のサイレント映画であるとみなされている。映画が低評価で、興行的にも失敗に終わると、コレベールは「2度と映画には出ない」と誓っていた。しかしながらその2年後に彼女はパラマウント映画と契約した。